# Episodi di Kirakira Pretty Cure À La Mode

Logo occidentale della serie

Lista degli episodi di Kirakira ☆ Pretty Cure À La Mode, quattordicesima serie anime di Pretty Cure, trasmessa in Giappone su TV Asahi dal 5 febbraio 2017 al 28 gennaio 2018. In Italia è stata diffusa sottotitolata in lingua italiana da Crunchyroll.
La sigla originale di apertura, SHINE!! Kirakira ☆ Precure À La Mode (ＳＨＩＮＥ！！キラキラ☆プリキュアアラモード?), è cantata da Yuri Komagata, mentre quelle di chiusura, Let's La Cookin'☆Showtime (レッツ・ラ・クッキン☆ショータイム?) per gli ep. 1-22 e Shubidubi☆Sweets Time (シュビドゥビ☆スイーツタイム?) per gli ep. 23-36; 39-49, da Kanako Miyamoto.
Negli episodi 37-38, in occasione dell'uscita al cinema del film della serie, la sigla finale è Très Bien-semble!! (トレビアンサンブル！！?), cantata sia da Komagata che da Miyamoto.
Alla fine della maggior parte degli episodi è presente il Pre À La: Let's La 1-pun kan Cooking (プリアラ レッツ・ラ・１ぷんかんクッキング?) o Pre À La: Let's La Decoration (プリアラ レッツ・ラ・デコレーション?), un corto live action nel quale le protagoniste spiegano tutti i passaggi della ricetta di un dolce.

## Lista episodi
| Nº | Titolo italiano (traduzione letterale) Giapponese 「Kanji」 - Rōmaji | In onda           | In onda |
| Nº | Titolo italiano (traduzione letterale) Giapponese 「Kanji」 - Rōmaji | Giapponese        |         |
| 1  | Piena d'amore! Cure Whip, pronta! 「大好きたっぷり！キュアホイップできあがり！」 - Daisuki tappuri! Kyua Hoippu dekiagari! | 5 febbraio 2017   |         |
| 1  | Ichika Usami è una ragazza che ama i dolci e sogna di diventare una pasticcera per trasmettere gioia e sorrisi attraverso le sue creazioni. Mentre fatica a preparare una torta in vista dell'arrivo di sua madre dall'estero, Ichika s'imbatte in una fatina di nome Pekorin, che le parla di un'energia, chiamata Kirakiraru, che risiede nei dolci e che dipende dallo stato d'animo in cui essi vengono preparati. Spronata a continuare a fare la torta, Ichika si demoralizza subito dopo quando viene a sapere che la madre non può più tornare a casa a causa di un imprevisto. Proprio in quel momento, una fata malvagia di nome Gummy inizia a rubare il Kirakiraru da dentro le torte per diventare più forte, tramutandole di colore nero. Pekorin si sforza di proteggere dal nemico quella in cui Ichika ha messo i suoi sentimenti, aiutandola a rendersi conto che il suo lavoro non è stato affatto inutile e incoraggiandola a finirla. La volontà della ragazza rende la torta uno Sweets Pact e un Animal Sweets, lo Shortcake Coniglio, che sono in grado di trasformarla in una Pretty Cure, Cure Whip; usando un udito ben sviluppato simile a quello del coniglio, la guerriera sconfigge Gummy, riportando tutta l'energia Kirakiraru rubata di nuovo al suo posto. |                   |         |
| 2  | Il piccolo genio, Cure Custard! 「小さな天才キュアカスタード！」 - Chīsana tensai Kyua Kasutādo! | 12 febbraio 2017  |         |
| 2  | A seguito del primo scontro come Cure Whip, Ichika fa la conoscenza di uno spirito fatato conosciuto come Choro, il quale soggiorna in una borsa, in grado di diventare una vera e propria pasticceria a grandezza naturale, e spiega che le Pretty Cure sono sin dall'antichità leggendarie pasticcere che combattono il male. Nel frattempo la timida Himari Arisugawa, compagna di classe soprannominata "scienziata dei dolci" per via dell'enorme conoscenza e passione al riguardo, viene invitata da Ichika alla pasticceria magica e finisce per esaltare quel suo lato di esperta: avendo avuto in passato brutte esperienze con gli amici che non apprezzavano la sua eccessiva conoscenza, Himari rimane sorpresa nello scoprire che Ichika è davvero interessata ai passaggi della preparazione del budino e insieme ne realizzano uno davvero ben riuscito. Nel momento in cui una delle fate malvagie, Pulupulu, inizia a rubare energia Kirakiraru dai budini e mette gli occhi su quello speciale di Himari e Ichika, Himari riceve un potere che le conferisce uno Sweets Pact e un Animal Sweets, il Budino Scoiattolo, che sono in grado di trasformarla in una Pretty Cure, Cure Custard; usando la velocità simile a quella dello scoiattolo, la guerriera aiuta Whip a battere il nemico. |                   |         |
| 3  | Ruggisci, leone! Cure Gelato! 「叫べライオン！キュアジェラート！」 - Sakebe raion! Kyua Jerāto! | 19 febbraio 2017  |         |
| 3  | Aoi Tategami, l'audace vocalist della rock band Wild Azur, desidera partecipare a un concorso canoro e impressionare così uno dei idoli musicali, Ayane Misaki dei Ganache, tuttavia ha difficoltà a scrivere il testo della canzone da presentare. Ichika spera di rallegrarla con del gelato, ma scopre che il camion dei gelati è stato derubato da una delle fate malvagie, Hotto. Insieme a Himari, Ichika lo prepara da sé e il giorno del concorso glielo dona, ricordandole in primo luogo il motivo per cui ha iniziato a cantare. Proprio mentre sta per iniziare la performance di Aoi, compare Hotto, che spinge Ichika e Himari all'azione. Determinata a proteggere sia il suo palcoscenico che il suo gelato, Aoi risveglia un potere che le conferisce uno Sweets Pact e un Animal Sweets, il Gelato Leone, che sono in grado di trasformarla in una Pretty Cure, Cure Gelato; usando i suoi poteri di ghiaccio e il ruggito del leone, la guerriera sconfigge prontamente il nemico. Infine, Aoi riesce con la sua canzone a tranquillizzare il pubblico rimasto spaventato dall'attacco, impressionando in positivo Ayane. |                   |         |
| 4  | Tre ragazze insieme! Let's la mescola mescola! 「３人そろってレッツ・ラ・まぜまぜ！」 - San-nin sorotte Rettsu Ra mazemaze! | 26 febbraio 2017  |         |
| 4  | Per ricambiare l'invito al suo recital, Ichika, Himari e Aoi decidono di regalare dei bignè alla crema alla stella del balletto Mariko Himukai, ma trovano molta difficoltà nella preparazione. Sotto suggerimento proprio di Mariko, che dice loro di mettere sempre e comunque il cuore in primo luogo quando si fa qualcosa, le tre ragazze pasticcere realizzano degli ottimi bignè e rafforzano la loro amicizia. Il mattino seguente, il giorno del recital, un'altra delle fate malvagie, Choucrea, prende di mira i bignè ma le Pretty Cure lo sconfiggono con i sentimenti, appena in tempo per dare il loro regalo a Mariko. |                   |         |
| 5  | Quella signorina capricciosa è Cure Macaron! 「きまぐれお姉さまはキュアマカロン！」 - Kimagure onē-sama wa Kyua Makaron! | 5 marzo 2017      |         |
| 5  | Le ragazze incontrano Yukari Kotozume, conosciuta per la sua affascinante bellezza e il suo essere perfetta in tutto ciò che fa. Dopo averci trascorso un po' di tempo insieme e vedendola piuttosto annoiata, Ichika la invita alla pasticceria a fare dei macaron con le altre. Sebbene il talento naturale di Yukari fa sì che vengano bene d'aspetto, il gusto al contrario non è affatto buono, e questo porta la ragazza a lavorare con maggiore decisione per raggiungere il risultato migliore. Ichika decora uno dei macaron usciti male di Yukari, ma una delle fate malvagie, Maquillon, arriva per cercare di rubarlo: avendo trovato piacevole la compagnia di Ichika e le altre e non volendo perdere il dolce appena creato, Yukari ottiene un potere che le conferisce uno Sweets Pact e un Animal Sweets, il Macaron Gatto, che sono in grado di trasformarla in una Pretty Cure, Cure Macaron; usando i riflessi e l'agilità simili a quelli del gatto, la guerriera ha la meglio sul nemico. |                   |         |
| 6  | Questo è amore?! La magnifica Cure Chocolat! 「これってラブ！？華麗なるキュアショコラ！」 - Korette rabu!? Kareinaru Kyua Shokora! | 12 marzo 2017     |         |
| 6  | Nel quartiere dove vive Ichika si trasferisce Akira Kenjo, per cui lei si prende una cotta; incoraggiata dalle amiche a chiedere un appuntamento, insieme vanno in una cioccolateria della città. Akira spiega quanto il cioccolato sia importante per lei, perché lo porta spesso alla sorellina Miku, nella speranza di tirarle su il morale essendo costantemente ricoverata in ospedale a causa della sua salute cagionevole. Tuttavia un'altra delle fate malvagie, Bitard, appare e ruba il cioccolato che Akira aveva comprato. Appurato che il nemico ha tolto l'energia Kirakiraru anche da tutta l'altra cioccolata, Ichika aiutata dalle amiche la prepara da sé e la regala ad Akira per la sorellina. La determinazione di Akira nel proteggere ciò che Ichika ha preparato per Miku quando Bitard torna all'attacco fa risvegliare un potere che le conferisce uno Sweets Pact e un Animal Sweets, il Cioccolato Cane, che sono in grado di trasformarla in una Pretty Cure, Cure Chocolat; usando un olfatto più sensibile simile a quello del cane, la guerriera sconfigge il mostro. Tornato il sereno, proprio quando è decisa a confessare il suo amore, Ichika rimane amareggiata nello scoprire che Akira è in realtà una ragazza, solamente dall'aspetto mascolino, e sceglie di rimanerle soltanto amica. |                   |         |
| 7  | Pekorin prepara le ciambelle, peko! 「ペコリン、ドーナツ作るペコ～！」 - Pekorin, dōnatsu tsukuru peko~! | 19 marzo 2017     |         |
| 7  | Choro racconta alle cinque Pretty Cure di come lui e Pekorin sono stati costretti a fuggire dalla loro dimora, la Montagna Ichigo, a seguito dell'attacco esplosivo delle fate malvagie, che lo colpì facendolo diventare trasparente come un fantasma. Pekorin sente tanto la mancanza dei suoi amici, con cui era solita cucinare, e Ichika per tirarla su di morale la invita a preparare i donuts insieme. Il gruppo si dirige poi in cima alla montagna, dove una volta si trovava la pasticceria, tuttavia mentre richiamano alla memoria i vecchi tempi, Fueru delle fate malvagie tenta di accumulare energia dai dolci, ma viene prontamente battuto dalla forza combinata delle Pretty Cure. Infine, grazie all'esperienza vissuta, Ichika, appoggiata dalle sue amiche, rinnova la pasticceria, aprendola al pubblico con la vendita dei dolci creati da loro e nominandola Kirakira Pâtisserie. |                   |         |
| 8  | L'inaugurazione del KiraPâti... non si farà! 「キラパティオープン⋯ できません！」 - Kira Pati Ōpun… dekimasen! | 26 marzo 2017     |         |
| 8  | In vista dell'apertura della Kirakira Pâtisserie, Choro mostra alle ragazze la Kirakiraru Pot, un enorme raccoglitore di energia Kirakiraru sotto forma di crema, attraverso la quale possono fabbricare l'attrezzatura necessaria per il negozio. I preparativi si rivelano piuttosto difficoltosi e sorgono problemi sulla realizzazione dei dolci e sulla divisione di ciascun compito, scoraggiando non poco le ragazze. Intanto, Ichika ha a che fare con la prima cliente, una ragazzina di nome Emiru Kodama che, visto l'annuncio dell'apertura della pasticceria, si presenta per comprare un dolce da portare a una festa con i suoi amici, ma non sa quale scegliere. La fata malvagia Spongen fa la sua comparsa e sottrae l'energia della torta appena preparata, spingendo le Pretty Cure a sconfiggerla e a riportare tutto alla normalità. Successivamente, con impegno e organizzazione, Ichika e le sue amiche aprono ufficialmente l'attività della Kirakira Pâtisserie. |                   |         |
| 9  | Il KiraPâti farà realizzare il tuo sogno d'amore! 「キラパティがあなたの恋、叶えます！」 - Kira Pati ga anata no koi, kanae masu! | 2 aprile 2017     |         |
| 9  | Sebbene abbia aperto da poco, alla Kirakira Pâtisserie la clientela scarseggia. Mentre le ragazze decidono di spostare il negozio in varie location e capire così come attirare i clienti, fanno la conoscenza di un giovane di nome Daisuke Tatsumi, che desidera comprare dei biscotti che possano aiutarlo a confessare il suo amore all'amica d'infanzia Midori Nakamura. Ichika e le altre preparano quindi degli ottimi biscotti, ma un'altra fata malvagia, Cookacookie, appare e ne ruba l'energia. Le Pretty Cure riescono a sconfiggerla e, nonostante i biscotti si siano rovinati, Daisuke trova il coraggio di dichiararsi a Midori. |                   |         |
| 10 | Yukari contro Akira! Una commissione burrascosa! 「ゆかりＶＳあきら！嵐を呼ぶおつかい！」 - Yukari tai Akira! Arashi wo yobu otsukai! | 9 aprile 2017     |         |
| 10 | Le ragazze della KiraPati decidono di prendere parte al festival annuale dei dolci di Ichigozaka, una fiera popolare in cui si vendono e si pubblicizzano prodotti dolciari. Mentre Ichika, Himari e Aoi preparano la crostata, Yukari e Akira vanno insieme a comprare la frutta per il ripieno. Durante il tragitto le due si fermano, prima per aiutare una ragazza a scegliere una spilla e una signora anziana che ha perso un gioiello, poi vengono a loro volta fermate dai rispettivi fan club, i quali credono che la pasticceria nella quale di recente hanno cominciato a lavorare insieme a Ichika e le altre non sia adatta alla loro immagine. Quando, però, Tarton delle fate malvagie sferra un attacco, Akira e Yukari non ci pensano due volte e accorrono in aiuto delle compagne, vincendo lo scontro. La crostata alla frutta viene completata e i fan club di Yukari e Akira rimangono colpiti dalla sua bontà e cambiano idea sulla pasticceria. Intanto, una misteriosa figura mascherata mette gli occhi sull'imminente festival. |                   |         |
| 11 | È la resa dei conti! Le Pretty Cure contro la banda di Gummy! 「決戦！プリキュアＶＳガミー集団！」 - Kessen! Purikyua tai Gamī shūdan! | 16 aprile 2017    |         |
| 11 | Il festival dei dolci prende il via, e la crostata che le ragazze della KiraPati hanno deciso di vendere e pubblicizzare si rivela un grande successo con i clienti. Tuttavia, Gummy e le altre fate malvagie, già affrontate in precedenza, tornano all'attacco durante la manifestazione e a comandarli è la figura mascherata vista poco prima; quest'ultimo, deciso a seminare il panico tra la gente, fonde le dieci fate in un unico grosso essere, che mette ben presto le Pretty Cure fuori gioco. Il padre di Ichika, Genichiro, non si arrende alle forze del male e l'energia Kirakiraru che risiede nel cuore suo e delle altre persone fa nascere il potere dei Candy Rod, coi quali le Pretty Cure rompono il sigillo malvagio del controllo sulla banda di Gummy. |                   |         |
| 12 | Il nemico è... il popolare nuovo studente?! 「敵は⋯ モテモテ転校生！？」 - Teki wa… motemote tenkōsei!? | 23 aprile 2017    |         |
| 12 | Un ragazzo di nome Rio Kuroki arriva nella classe di Ichika, diventando rapidamente popolare tra le studentesse per via del suo fascino. Intanto, Gummy e la sua banda, tornati buoni, si scusano per le brutte azioni compiute e raccontano alle Pretty Cure di essere stati soggiogati proprio dalla strana figura mascherata vista al festival. Per conoscersi meglio, Ichika invita Rio e la sua amica Risa Kagurazaka alla KiraPati, dove riceve consigli utili sulla preparazione dei cupcake proprio dal ragazzo sebbene egli affermi di non gradire i dolci. Poco dopo, Rio indica di essere il misterioso mascherato visto in precedenza, conosciuto col nome di Julio: attraverso il suo scettro oscuro, ruba l'energia Kirakiraru dal cuore di Risa per testarne il valore e, macchiandola d'oscurità, la pone contro le Pretty Cure. Mentre l'odio per i dolci di Julio accresce la potenza dei suoi colpi, Cure Whip utilizza un nuovo attacco basato sulla tecnica di preparazione dei dolci insegnatale proprio da lui nei panni di Rio, che lo blocca temporaneamente e permette a tutte le guerriere di ripulire il Kirakiraru. Il nemico deduce così che la vera identità di Cure Whip non è altri che Ichika, la ragazza che gli interessa particolarmente. |                   |         |
| 13 | Non ce la faccio! Il debutto inaspettato di Himari! 「ムリムリ！ひまり、まさかのデビュー！」 - Murimuri! Himari, masaka no debyū! | 30 aprile 2017    |         |
| 13 | Ichika, Himari e Aoi vengono scelte come reporter per dei video promozionali del quartiere commerciale di Ichigozaka, ma Himari ha difficoltà nel ruolo a causa della sua timidezza nello stare davanti alla telecamera. I video non riescono a suscitare alcun interesse e Himari ne è molto dispiaciuta perché sente di essere la causa di ciò, ma Ichika la rassicura e le ricorda cosa l'ha spinta ad interessarsi così tanto alla lavorazione dei dolci. Julio fa la sua comparsa e sottrae il Kirakiraru dai civili e lo usa per attaccare le Pretty Cure. Per proteggere la volontà di imparare sempre di più sui dolci, Cure Custard utilizza un nuovo attacco che permette alle guerriere di annientare il nemico e restituire l'energia Kirakiraru ai legittimi proprietari. Grazie alla fiducia acquisita di recente da Himari, i video promozionali riescono a riscuotere un grande successo. |                   |         |
| 14 | La signorina rock'n'roll! 「お嬢さまロックンロール！」 - Ojō-sama rokkunrōru! | 7 maggio 2017     |         |
| 14 | Durante un'esibizione con i Wild Azur, Aoi viene intralciata dal suo tutore, Mitsuyoshi Mizushima. Ichika e le altre scoprono così che la loro amica proviene da una famiglia ricca, proprietaria del gruppo finanziario Tategami, e che Mizushima è contrario al suo stile di vita e preferirebbe che assumesse atteggiamenti raffinati più consoni al suo stato sociale. Le amiche vogliono aiutare Aoi ad uscire da questa situazione e decidono di intrufolarsi tra gli ospiti alla cena della sua famiglia, dandole la possibilità di esibirsi con la sua band e far vedere a Mizushima il suo desiderio di fare la cantante rock. Julio, però, appare alla cerimonia e ruba tutta l'energia Kirakiraru dei presenti, costringendo le Pretty Cure a intervenire. Scoprendo che la sua canzone è riuscita a raggiungere il cuore di Mizushima, Cure Gelato utilizza un nuovo attacco e la forza del suo Kirakiraru per sopraffare Julio e sconfiggerlo. Successivamente, Aoi riesce a convincere Mizushima a lasciarla continuare sia con la band che con la pasticceria. |                   |         |
| 15 | Per amore! L'ira di Cure Chocolat! 「愛ゆえに！怒りのキュアショコラ！」 - Ai yueni! Ikari no Kyua Shokora! | 14 maggio 2017    |         |
| 15 | Akira riceve l'inaspettata visita dall'ospedale della sorella minore, Miku, la quale si dimostra subito volenterosa di aiutare nella pasticceria, sebbene affermi di trovarlo più faticoso di quanto pensasse. La bambina, parlando con Ichika, spiega che vorrebbe realizzare un dolce per Akira come sorpresa, in cambio dei suoi cioccolatini che ogni volta le porta quando le fa visita. Tuttavia quando Miku, aiutata dalle altre, finisce di preparare una torta al cioccolato, Julio le sottrae l'energia Kirakiraru, mandando su tutte le furie Akira. Spinta dall'istinto di proteggere il sorriso della sua sorellina, Cure Chocolat acquisisce forza e utilizza un nuovo attacco, che ribalta lo scontro a favore delle Pretty Cure. |                   |         |
| 16 | Un pericoloso approccio improvviso! Yukari e Rio! 「キケンな急接近！ゆかりとリオ！」 - Kikenna kyūsekkin! Yukari to Rio! | 21 maggio 2017    |         |
| 16 | Curiosa di sapere per quale motivo Rio conosca così tanto di tutti, Yukari invita lui e le altre a casa sua per la cerimonia del tè tenuta da sua nonna Shino. La ragazza, dopo aver visto come anche Rio sia bravo quanto lei in qualunque cosa faccia, si confida con lui e le rivela la sofferenza che prova nell'essere paragonata sin da piccola a sua sorella maggiore. Ichika trae ispirazione dalla cerimonia e, con l'aiuto delle altre, trasforma per un giorno la KiraPati in stile tradizionale giapponese. Poco più tardi, Julio prende di mira le ragazze del fan club di Yukari, per attirare quest'ultima in battaglia: mentre il nemico tenta di fare leva sulle angosce della guerriera riguardo al continuo paragone con sua sorella, Cure Macaron rivela di aver mentito, dato che non ha nessuna sorella, e smaschera clamorosamente Julio sull'identità di Rio; utilizzando un nuovo attacco, inoltre, lo condanna a ritirarsi. |                   |         |
| 17 | L'esperimento finale! Cure Whip non riesce a trasformarsi! 「最後の実験！変身できないキュアホイップ！」 - Saigo no jikken! Henshin dekinai Kyua Hoippu! | 28 maggio 2017    |         |
| 17 | Rio, resosi conto che Yukari dirà presto alle altre della sua vera identità, si avvicina a Ichika, la quale nel frattempo è intenta a preparare un pacchettino di biscotti da spedire a sua madre Satomi, che si trova all'estero come medico volontario nei villaggi sperduti. Irritato dall'amore incondizionato della ragazza verso sua madre, Rio ruba l'energia Kirakiraru di Ichika, lasciandola priva di sentimenti e incapace di trasformarsi. Mentre le altre Pretty Cure combattono faticosamente Julio, che acquisendo potere è abile nel ricopiare le loro mosse, Pekorin aiuta Ichika a riprendersi e a finire i suoi biscotti, ricordandole l'amore per i dolci che le ha trasmesso la madre: con la rinascita di una grande quantità di Kirakiraru, Ichika è ancora una volta in grado di trasformarsi in Cure Whip e scendere in campo contro Julio, che rimane quasi purificato. Il nemico ha però la forza di ritirarsi, dichiarando il suo odio per i dolci, mentre una ragazza nell'ombra commenta negativamente l'operato del compagno e si dice pronta a prenderne il posto. |                   |         |
| 18 | La fonte delle voci è la potentissima Bibli! 「ウワサの主は強敵ビブリー！」 - Uwasa no nushi wa kyōteki Biburī! | 4 giugno 2017     |         |
| 18 | Le ragazze vengono a conoscenza che recentemente qualcuno sta diffondendo cattive voci sulla Kirakira Pâtisserie, causando un drastico calo nelle vendite. Dietro a tutto ciò si rivela esserci un'alleata di Julio, Bibury, che usando la sua bambola Iru ha fatto il lavaggio del cervello alla gente, sostenendo che mangiare i dolci del locale porti sfortuna. Le ragazze, con impegno, riescono a riabilitare il nome della loro pasticceria e si preparano alla grande riapertura. Colta in flagrante, Bibury raccoglie quanta più energia Kirakiraru possibile tramite Iru per portarla al suo padrone, Noir, a cui è molto fedele; fortunatamente, le Pretty Cure riescono a fermarla prima che possa scappare e recuperano l'energia sottratta. Poco dopo, gli affari della KiraPati tornano a procedere come di consueto, mentre la soprannominata "pasticcera geniale" Ciel Kirahoshi, famosa in Francia, arriva in città. |                   |         |
| 19 | La pâtissier prodigio! Kirahoshi Ciel! 「天才パティシエ！キラ星シエル！」 - Tensai patishie! Kirahoshi Shieru! | 11 giugno 2017    |         |
| 19 | Arrivata a Ichigozaka, Ciel apre temporaneamente la pasticceria Ciel de rève, che attira rapidamente la folla vista la grande fama della proprietaria. Ichika rimane colpita positivamente dalle creazioni dolciarie di Ciel e supplica la ragazza di farla diventare sua apprendista, ma le sue capacità in cucina sono troppo scarse per soddisfare e affiancare la pasticcera geniale, seppur s'impegni al massimo. Bibury con la sua Iru tenta ancora una volta di rubare il Kirakiraru dai dolci di Ciel, ma Ichika e le altre riescono a batterla; durante lo scontro al quale assiste, Ciel si rallegra nell'apprendere dell'esistenza delle Pretty Cure. |                   |         |
| 20 | Mescola mescola l'ammirazione! Ichika e Ciel! 「憧れまぜまぜ！いちかとシエル！」 - Akogare mazemaze! Ichika to Shieru! | 25 giugno 2017    |         |
| 20 | Ichika, Himari e Aoi hanno il compito di trascorrere la giornata con Ciel, al fine di realizzare un'intervista sulle sue esperienze e abilità in campo dolciario. Ichika rimane determinata a diventare sua apprendista e approfitta della situazione per chiederle consigli. Recatesi ad un'azienda agricola situata sulla Montagna Ichigo per comperare degli ingredienti freschi, l'assaggio del miele locale fa venir voglia di preparare i pancake, dando inizio a una sfida ai fornelli tra Ciel e Ichika. Tuttavia, le ragazze vengono interrotte dall'arrivo di Bibury con la sua Iru, che sottrae l'energia Kirakiraru dai dolci e obbliga le Pretty Cure al contrattacco. Ciel è affascinata dall'apparizione delle guerriere leggendarie e, una volta sconfitta la nemica e tornata la normalità, si stupisce di come i pancake di Ichika, apparentemente semplici, contengano così tanto Kirakiraru. |                   |         |
| 21 | Che cosa?! Svelata l'identità di Ciel! 「なんですと～！？明かされるシエルの正体！」 - Nandesuto~!? Akasareru Shieru no shōtai! | 2 luglio 2017     |         |
| 21 | Ciel continua a domandarsi come è possibile che i dolci fatti da Ichika emanino così tanta energia Kirakiraru. Dopo aver avvistato una strana figura simile a un fantasma, per sicurezza, Ichika spinge Choro a mandare un segnale luminoso affinché tutte le fatine si radunino sulla Montagna Ichigo; a ritrovare coloro che sono disperse nel mondo a seguito della violenta esplosione delle fate malvagie è Gummy e la sua banda, ormai tornati buoni. Insieme alle Pretty Cure, il villaggio di fatine organizza una piccola festicciola, a cui fa un'apparizione inaspettata Ciel, che rivela di essere nient'altro che la forma umana della fatina Kirarin, con grande stupore di tutti; anche lei, a sua volta, è stupita che le Leggendarie Guerriere siano Ichika e le altre. Bibury sferra un attacco ai danni del posto, utilizzando persino il proprio Kirakiraru oscuro per potenziare Iru, ma viene ancora una volta sconfitta. Julio, invece, dopo essere stato quasi purificato durante l'ultima battaglia, riceve nuova energia oscura da Noir e si presenta dinanzi alle Pretty Cure per combattere. |                   |         |
| 22 | Basta, Julio! Il kirakiral dell'odio! 「やめてジュリオ！憎しみのキラキラル！」 - Yamete Jurio! Nikushimi no Kirakiraru! | 9 luglio 2017     |         |
| 22 | Julio, tornato alla carica, usa il proprio Kirakiraru oscuro per potenziare la sua arma e respingere così gli attacchi delle Pretty Cure. Kirarin è sconvolta quando lo riconosce in suo fratello gemello, Pikario, di cui non aveva più notizie da tempo, e tenta invano di parlargli; la fatina racconta del lungo soggiorno di studio all'estero, a Parigi, che le ha permesso di sviluppare una forma umana, Ciel, diversamente da Pikario che, non migliorando affatto le sue doti pasticcere, si è sentito lasciato indietro e ha abbracciato le forze del male di Noir, diventando Julio. Quest'ultimo esprime tutto il suo rancore nei confronti di Ciel per averlo trascurato, dicendole di non averlo mai capito e che è a causa della sua incoscienza se è diventato malvagio. Sentendo che il vero Pikario è nascosto da qualche parte dentro Julio, Cure Whip si fa potenziare dalle altre guerriere e fa comprendere al nemico quali sono i suoi veri sentimenti, riportandolo infine dalla parte dei buoni. Nonostante questo, Ciel si sente in colpa per non aver capito prima la sofferenza di suo fratello e se ne rattrista molto. Le altre fatine, intanto, scoprono un antico santuario all'interno di una grotta. |                   |         |
| 23 | Vola! Il pegaso arcobaleno, Cure Parfait! 「翔べ！虹色ペガサス、キュアパルフェ！」 - Tobe! Niji-iro pegasasu, Kyua Parufe! | 16 luglio 2017    |         |
| 23 | Le Pretty Cure interrogano Pikario, ormai libero dal controllo del male, sui piani di conquista di Noir. Ciel è amareggiata per non aver compreso prima i sentimenti del fratello e il suo senso di colpa aumenta quando scopre che egli non riesce a preparare alcun dolce con energia Kirakiraru. Approfittando della situazione, Noir fa la comparsa e tenta di portare Ciel dalla sua parte, intrappolandola all'interno di una barriera creata dal suo stesso cuore, assieme a Cure Whip e Pikario, rimasti bloccati anche loro nel tentativo di salvarla; le altre guerriere, invece, se la devono vedere con Bibury e Iru, fuse assieme da Noir in un grande mostro come diversivo. Dentro al cuore cupo di Ciel, Whip incoraggia Pikario a fare il dolce che gli riesce meglio, i waffle, i quali sorprendentemente emanano Kirakiraru grazie ai sentimenti d'affetto posti nel prepararli e ripristinano la felicità di Ciel. Determinata e stimolata dal fratello a completare il suo dolce, Ciel libera un potere che le conferisce uno Sweets Pact e un Animal Sweets, il Parfait Pegaso, che sono in grado di trasformarla in una Pretty Cure, Cure Parfait; usando il vecchio scettro oscuro di Julio, ribattezzato Rainbow Ribbon, e le ali simili a quelle dei pegasi, la guerriera mette il nemico in ritirata, non prima però che Pikario perda la vita, sacrificandosi per salvarla da un colpo di Noir; lo spirito dell'antica Pretty Cure, tuttavia, decide di preservarne l'anima in attesa che si risvegli.             |                   |         |
| 24 | La nuova studentessa è il folletto Kirarin?! 「転校生は妖精キラリン！？」 - Tenkōsei wa yōsei Kirarin!? | 23 luglio 2017    |         |
| 24 | Oltre a custodire l'anima di Pikario in attesa del suo risveglio, l'antico santuario nella grotta, scoperto in precedenza, dona a ciascuna Pretty Cure un piccolo cristallo sferico. Poco tempo dopo, volendo integrarsi al meglio nella squadra delle Leggendarie Guerriere, Ciel sceglie di trasferirsi nella stessa scuola di Ichika, Himari e Aoi, ma sorgono problemi quando la ragazza accusa fame: questo, infatti, non le fa mantenere la forma umana e la fa ritornare nelle sembianze della fatina Kirarin davanti ai compagni di classe, sbigottiti; solo grazie all'aiuto di Ichika e le altre, Ciel riesce a risolvere il grattacapo. Intanto un altro servitore di Noir, Glaive, entra in azione sotto comunicazione di Helissio, suo alleato. Con la sua automobile e i suoi soldatini chiamati Nend Monster, egli raccoglie un'enorme quantità di energia Kirakiraru e attacca le Pretty Cure, ma Cure Parfait lo sconfigge. |                   |         |
| 25 | Un matrimonio improvviso!? Princess Yukari! 「電撃結婚！？プリンセスゆかり！」 - Dengeki kekkon!? Purinsesu Yukari! | 30 luglio 2017    |         |
| 25 | Il principe Nata del Principato di Confeito si presenta per chiedere la mano di Yukari in matrimonio, col desiderio di portarla a vivere con sé nel suo paese. Akira si oppone e per questo Nata, credendo che sia un lui e sia il fidanzato di Yukari, concorda una serie di sfide che decreteranno il più adatto a stare al fianco della ragazza. Yukari sembra reagire duramente all'incertezza di Akira sulla questione, e Ciel suggerisce ad Akira di essere più sincera con se stessa; allo stesso tempo, Yukari rivela di comportarsi in modo freddo e distaccato nei confronti degli altri per nascondere le sue debolezze. Entrambe vengono incoraggiate a preparare dei dolci per la gara contro Nata, ma l'improvviso arrivo di Helissio con le sue carte letali, chiamate Card Monster, costringe allo scontro: poiché egli ha attaccato il principe Nata e ha sottratto lo Sweets Pact a Yukari, Cure Chocolat si ritrova a combattere da sola. La guerriera riesce a esprimere i propri sentimenti senza timori verso Yukari, e a sconfiggere il nemico insieme alle altre Pretty Cure, nel frattempo arrivate sul posto. Dopodiché Yukari rifiuta la proposta del principe Nata, decidendo di rimanere con Akira e le altre. |                   |         |
| 26 | Estate! Mare! Il KiraPâti disperso! 「夏だ！海だ！キラパティ漂流記！」 - Natsu da! Umi da! Kira Pati hyōryūki! | 6 agosto 2017     |         |
| 26 | Le ragazze della KiraPati vanno al mare, e Ichika utilizza l'ultima dose di energia Kirakiraru rimasta per far galleggiare la pasticceria in una grande ciambella gonfiabile, ma le onde del mare la portano senza rendersi conto alla deriva su un'isola disabitata, senza mezzi di fuga. Il gruppo, quindi, si mette alla ricerca di ingredienti da poter usare per preparare dei dolci, il cui nuovo Kirakiraru potrà farle ripartire. Ciel incontra Bibury, triste perché anche lei rimasta bloccata sull'isola, e sceglie per compassione di condividere un dolce con lei; al contrario, la nemica usa il Kirakiraru contenuto in esso per potenziare la sua Iru e sferrare un attacco, che tuttavia le si rivolta contro. Cure Parfait fa di tutto per proteggerla, assicurandole che non deve affatto sentirsi sola e abbandonata, e sconfigge Iru. Alla fine Bibury utilizza il resto dell'energia Kirakiraru del dolce per fuggire dall'isola, mentre Ciel, determinata a diventare un giorno sua amica, scopre che il cristallo ricevuto in precedenza al santuario ha cambiato forma. |                   |         |
| 27 | La battaglia infuocata tra concerti! Aoi contro Misaki! 「アツ～いライブバトル！あおいＶＳミサキ！」 - Atsu~i raibu batoru! Aoi tai Misaki! | 13 agosto 2017    |         |
| 27 | I Wild Azur di Aoi passano le selezioni per il Blue Rock Festival, a cui partecipa anche la famosa band Ganache di Misaki. Dopo averla incontrata entusiasta, Aoi si dispera quando scopre che il suo gruppo dovrà esibirsi nello stesso momento di quello di Misaki, intuendo che molto probabilmente nessuno verrà a vederli vista la differenza di popolarità. Nonostante provi a mantenere la calma di fronte ai suoi amici, la ragazza alla fine è sopraffatta dalla frustrazione e scappa via in lacrime, venendo raggiunta da Helissio, il quale manipola l'oscurità dei suoi sentimenti d'invidia e la spinge ad attaccare il festival. Tuttavia, prima che possa distruggere il palco, Cure Whip la riporta alla ragione, ricordandole il suo amore per la musica e il suo desiderio di raggiungere un pubblico più vasto; questo consente al cristallo di Cure Gelato, ricevuto in precedenza al santuario, di cambiare forma. Il giorno dopo, Aoi dona a Misaki un dolce che rappresenta la sua tenacia con la promessa, un giorno, di affrontarla musicalmente di nuovo. |                   |         |
| 28 | Lievita! Il grande esperimento dolciario di Himari! 「ふくらめ！ひまりのスイーツ大実験！」 - Fukurame! Himari no suītsu dai jikken! | 20 agosto 2017    |         |
| 28 | Yuu Tachibana, un famoso scienziato di dolciumi che Himari ammira tantissimo, chiede proprio a quest'ultima di essere la sua assistente per il suo prossimo esperimento in pubblico. La ragazza, sebbene emozionata, svolge il suo compito piuttosto bene, tuttavia il gigantesco pan di spagna non riesce. Himari pensa di essere la causa del fallimento perché è lei ad aver regolato il tempo di cottura della torta, ma Tachibana loda i suoi sforzi, assicurandole che il suo amore e la sua dedizione hanno aiutato l'esperimento a centrare l'obiettivo. Proprio in quel momento, Glaive ruba la torta e il Kirakiraru degli spettatori per potenziare i suoi Nend Monster; trovando la fiducia in se stessa, Cure Custard coordina le compagne su come attaccare il nemico e, insieme a loro, lo sconfigge. Infine, Himari utilizza quel che resta del pan di spagna dell'esperimento per preparare un nuovo dolce per tutti, prima di scoprire che anche il suo cristallo ha cambiato forma come quelli di Ciel e Aoi. |                   |         |
| 29 | Emergenza! Cure Macaron macchiata di oscurità! 「大ピンチ！闇に染まったキュアマカロン！」 - Dai pinchi! Yami ni somatta Kyua Makaron! | 27 agosto 2017    |         |
| 29 | Ultimamente Yukari si sente turbata da una sensazione di solitudine quando sta insieme ad Akira, chiedendosi come l'amica sia in grado di essere sempre gentile e disponibile con tutti. Sulla strada di casa, la ragazza s'imbatte in Helissio, che la attira in un mondo a specchio che riflette il suo cuore: lì, si trova di fronte a una manifestazione del suo io da bambina che rappresenta la solitudine che lei ha sempre cercato di cancellare con un sorriso. Quando ormai l'oscurità l'ha quasi avvolta, Cure Macaron trova la luce nella gioia che le hanno dato i suoi amici, permettendole di liberarsi e tornare alla realtà. A seguito di ciò, il cristallo della guerriera muta forma e l'intero gruppo mette in fuga Helissio ancora una volta. |                   |         |
| 30 | Il festival scolastico preso di mira! Chocolat nel Paese delle Meraviglie! 「狙われた学園祭！ショコラ・イン・ワンダーランド！」 - Nerawareta gakuensai! Shokora in Wandārando! | 3 settembre 2017  |         |
| 30 | Akira viene incaricata di dirigere i preparativi del festival della scuola, quest'anno a tema Alice nel Paese delle Meraviglie. Come da tradizione nella scuola, gli studenti scambiano con la persona amata dei biscotti in regalo, e Ichika e le altre si divertono ad esplorare il festival, insieme alla sorellina di Akira, Miku, e la prozia Tomi. Akira sta, tuttavia, in pensiero per la salute cagionevole di Miku, ma non può allontanarsi perché deve adempire all'allestimento della festa in quanto responsabile: questo porta Helissio ad approfittarsi di lei, intrappolandola in un'altra dimensione e mettendola a scegliere se proteggere la sua sorellina o salvare i suoi compagni di scuola dall'avere la loro energia Kirakiraru completamente prosciugata; rifiutandosi di sacrificare qualcuno, Cure Chocolat usa il suo Kirakiraru per salvare tutti e assieme alle altre Pretty Cure sconfigge il nemico, così come il suo cristallo assume una nuova forma. Infine Akira distribuisce i suoi biscotti fatti a mano come segno d'affetto a tutti e riceve quelli di Miku in cambio. |                   |         |
| 31 | Trattieni le lacrime! La ragione del sorriso di Ichika! 「涙はガマン！いちか笑顔の理由！」 - Namida wa gaman! Ichika egao no wake! | 10 settembre 2017 |         |
| 31 | La madre di Ichika, Satomi, torna a casa dall'estero durante le ferie e Ichika, sorpresa del suo arrivo, trascorre il tempo insieme alla sua famiglia riunita. Prima che sua madre riparta, la ragazza prova a fare la torta di fragole che era solita preparare, ma tutti i suoi tentativi falliscono, poiché scopre che esse mancano di energia Kirakiraru, a causa dei suoi sentimenti contrastanti. Satomi capisce che dietro al sorriso di Ichika c'è tanta sofferenza nel vederla andare via, ancora una volta, lontano da casa e la incoraggia a far uscire tutte le lacrime che ha trattenuto per così tanto tempo. Dopo essersi ristabilita, Ichika completa la sua torta e saluta la madre in partenza, prima di unirsi alle altre guerriere nella lotta contro Glaive, durante la quale il suo cristallo cambia forma. Nel frattempo, Noir dona nuova energia oscura a Bibury, dandole un'altra possibilità di sconfiggere le Pretty Cure. |                   |         |
| 32 | Sei tratti unici luminosi! Kirakiral Creamer! 「キラッと輝け６つの個性！キラキラルクリーマー！」 - Kiratto kagayake muttsu no kosei! Kirakiraru Kurīmā! | 17 settembre 2017 |         |
| 32 | Le Pretty Cure portano i loro cristalli, che hanno tutti cambiato forma, al santuario nella grotta dove li hanno ricevuti per cercare risposte, ma vengono colpite da un attacco di Bibury. Mentre lottano per combattere l'oscurità che sta consumando la nemica, le Leggendarie Guerriere vengono improvvisamente rimandate indietro nel tempo, cento anni prima, quando la Montagna Ichigo era assediata dalle forze oscure. Lì incontrano l'antica, leggendaria pasticcera Lumière e l'aiutano a preparare dolci per tutti i cittadini e diffondere così energia Kirakiraru. Intanto Bibury, tornata indietro nel tempo anche lei, scopre che la causa per cui è stata abbandonata da piccola è proprio Noir, che lei invece credeva l'avesse salvata. Notando il potere irradiato dai cristalli, Lumière dona la sua preziosa siringa da pasticciere alle Pretty Cure attuali, prima di rispedirle al presente. Proprio mentre le ragazze cercano di fare amicizia con Bibury, presa dallo sconforto per la scoperta che ha fatto, Iru prende il controllo su di lei e si trasforma in un enorme mostro: ascoltando il suo grido di aiuto, le Pretty Cure combinano i loro cristalli risvegliatisi, che prendono il nome di Crystal Animal, con la siringa da pasticciere di Lumière per formare i Kirakiraru Creamer, arma con cui eliminano definitivamente Iru e purificano Bibury. |                   |         |
| 33 | I dolci sono pericolosi?! Il risveglio della bestia dell'oscurità! 「スイーツがキケン！？復活、闇のアニマル！」 - Suītsu ga kiken!? Fukkatsu, yami no Animaru! | 24 settembre 2017 |         |
| 33 | Bibury inizia a aiutare presso la Kirakira Pâtisserie per pagare tutti i dolci che mangia e comprende la gioia che si prova nel crearli. Improvvisamente, lo scagnozzo di Noir di cento anni fa, Diable, appare davanti a loro, ma se ne va poco dopo in quanto ha bisogno di più Kirakiraru per ripristinare a pieno i suoi poteri. Insieme al timore che la città cada ancora sotto l'oscurità di Noir, le ragazze iniziano a credere che i dolci che preparano potrebbero causare sofferenza alla gente; tendenzialmente, la fuga dei Crystal Animal fa capire loro di stare sbagliando, in quanto i dolci hanno un'importanza positiva nella vita delle persone. Quando Diable ritorna, usando l'oscurità per sferrare un attacco, le Pretty Cure riescono a respingerlo col nuovo potere dei Crystal Animal. Alla fine, inoltre, Ciel propone a Bibury di lavorare insieme a lei nella sua pasticceria. |                   |         |
| 34 | Un piccolo grande duello! Il gatto Yukari contro il folletto Kirarin! 「小さな大決闘！ねこゆかりＶＳ妖精キラリン！」 - Chīsana daikettō! Neko Yukari tai yōsei Kirarin! | 1º ottobre 2017   |         |
| 34 | Yukari e il suo Crystal Animal si scambiano accidentalmente di corpo. Essendo ora diventata un gatto, la ragazza riesce a comprendere il linguaggio degli altri felini e scopre che tra i gatti randagi e le fatine c'è in atto una guerra sul possesso del lago della Montagna Ichigo. Dei frammenti di energia oscura fanno litigare le due fazioni, con Yukari leader di una parte che si scaglia contro Kirarin leader dell'altra, la quale è ignara della vera identità dell'amica; quando però la gatta si getta da un dirupo per far capire al suo gruppo di doversela cavare da solo, Kirarin si appresta a salvarla, con la collaborazione delle fatine e dei gatti randagi. Avendo scoperto che i frammenti di energia oscura che hanno causato disagi sono opera di Diable, Yukari riesce a tornare nel suo corpo originale e si aggrega alle altre Pretty Cure per sconfiggerlo. |                   |         |
| 35 | Gusti complementari! Himari e Aoi! 「デコボコぴったり！ひまりとあおい！」 - Dekoboko pittari! Himari to Aoi! | 8 ottobre 2017    |         |
| 35 | Himari è invitata da Aoi a partecipare ad un evento aziendale alla sua villa. Tuttavia, si sente fuori posto perché non conosce le maniere raffinate delle persone d'alto rango e teme di essere giudicata dagli altri ospiti per come è vestita. Oltre a ciò, Himari perde il suo prezioso quaderno d'appunti sui dolci e insieme ad Aoi si mette a cercarlo, ma l'aura negativa di Diable si diffonde tra i partecipanti alla festa, causando qualche complicazione. Aoi si addossa ingiustamente la colpa degli incidenti, ma Himari tira fuori il coraggio per difenderla. Diable si rivela e tenta di prendere in ostaggio Cure Custard, ma Cure Gelato la rassicura sulla forza del loro legame e, con l'arrivo delle altre Pretty Cure, battono il nemico. Successivamente, Himari e Aoi chiariscono le cose con gli altri ospiti e capiscono che la loro amicizia è solida proprio grazie alle loro differenze caratteriali. |                   |         |
| 36 | Ichika e Akira! I Grandi Giochi di Ichigozaka! 「いちかとあきら！いちご坂大運動会！」 - Ichika to Akira! Ichigozaka dai undōkai! | 15 ottobre 2017   |         |
| 36 | Ad Akira viene chiesto di rappresentare il loro quartiere nel grande torneo sportivo di Ichigozaka, dove tutti i quartieri della città competono l'uno contro l'altro. Sebbene nelle prime prove Akira riesca ad ottenere facilmente la vittoria, Ichika si accorge che la ragazza ha contratto il raffreddore da Miku e la invita a prendere le cose più con calma, offrendosi lei al suo posto. Diable torna all'attacco per diffondere la sua oscurità, ora in una forma più completa, intorno alla gara, obbligando le Pretty Cure, tra cui Akira seppur malata, ad intervenire. Subito dopo lo scontro, Glaive assorbe i poteri di Diable, acquisendo maggiore potenza e mettendo fine alla vita di quest'ultimo. Infine, Ichika si prende il raffreddore da Akira, che invece è guarita completamente. |                   |         |
| 37 | Salut! Ciel torna in Francia!? 「サリュー！シエル、フランスへ去るぅー！？」 - Saryū! Shieru, Furansu e sarū!? | 22 ottobre 2017   |         |
| 37 | In occasione della festa di Halloween, la Kirakira Pâtisserie di Ichika e le altre e il Ciel de rève di Ciel organizzano insieme una vendita di dolci speciali. Madame Solaine, la titolare della famosa pasticceria Mon Tresor in Francia dove in passato ha lavorato Ciel, arriva a Ichigozaka perché curiosa di conoscere il motivo per cui la sua allieva ha scelto di lasciare l'ottima fama di cui gode a Parigi per una piccola cittadina in collina; la invita quindi a tornare in Francia con lei per partecipare a un'illustre gara di cucina, a cui prenderanno parte i più famosi maestri pasticcieri del mondo. Ichika e le altre temono di stare trattenendo Ciel dal realizzare i suoi sogni, e Bibury le consiglia di concentrarsi più su se stessa, ma la ragazza dichiara di essere felice dove si trova, perché ha stretto solide amicizie e desidera continuare a scoprire cose nuove. Dopo l'ennesimo combattimento vinto contro Helissio, Ciel crea un nuovo dolce per la pasticceria, facendo desistere Solaine dal suo intento, la quale la incoraggia a partecipare lo stesso alla gara ma insieme alle amiche. |                   |         |
| 38 | Pekorin è diventata umana, peko! 「ペコリン人間になっちゃったペコ～！」 - Pekorin ningen ni natchatta peko~! | 29 ottobre 2017   |         |
| 38 | Dopo aver avuto un sogno su Lumière, Pekorin si sveglia e scopre di essere diventata una bambina umana. Volendo mettersi alla prova, decide di andare a comprare gli ingredienti per i dolci della pasticceria da sola, con gli altri tuttavia che la tengono d'occhio a distanza per ogni evenienza; nonostante abbia perso la sua borsa a metà strada, la piccola riesce a fare la sua commissione senza problemi. Il giorno dopo, mentre Pekorin fa i donuts per tutti, Glaive sferra un attacco con la sua automobile che è stata infusa con il potere di Diable e soprannominata per l'occasione Diable Custom: volendo proteggere tutti, Pekorin rinuncia alla sua forma umana per fornire alle Pretty Cure il Kirakiraru necessario a sconfiggere il nemico. Nel frattempo, al santuario della grotta, Pikario inizia a riprendere i sensi. |                   |         |
| 39 | Oh, no! Il nemico delle Pretty Cure è Ichigozaka?! 「しょんな～！プリキュアの敵はいちご坂！？」 - Shonna~! Purikyua no teki wa Ichigozaka!? | 12 novembre 2017  |         |
| 39 | Le Pretty Cure vengono invitate alla grande assemblea delle fatine di tutto il mondo, il cui scopo è quello di riunirsi per progettare un piano contro Noir che diventa ogni giorno sempre più potente. I partecipanti non sembrano però riporre alcuna speranza nelle Leggendarie Guerriere, ma rimangono stupiti quando vengono fatti assaggiare loro i dolci preparati per l'occasione e tutti insieme ne creano di nuovi. Glaive, intanto, utilizza la sua Diable Custom per trasformare tutti i cittadini di Ichigozaka in suoi schiavi oscuri: le guerriere non riescono né a contrastare il suo potere né a combattere contro i loro amici. Con grande stupore, Pikario si risveglia completamente e arriva in aiuto delle Pretty Cure. |                   |         |
| 40 | Let's la cambio costume! Sweets Castle, pronto! 「レッツ・ラ・おきがえ！スイーツキャッスルできあがり！」 - Rettsu Ra okigae! Suītsu Kyassuru dekiagari! | 19 novembre 2017  |         |
| 40 | Credendo di contrastare il Kirakiraru oscuro di Glaive con quello estratto dai dolci, Pikario, Bibury e le Pretty Cure falliscono miseramente nel loro piano e il nemico non solo sottrae l'energia dai dolci, ma distrugge anche il nuovo scettro del bene di Pikario che conteneva in prestito i poteri di Lumière. Quando tutto sembra ormai perduto, gli animali del vicinato portano alle fatine gli ingredienti per fare i dolci, permettendo la creazione di abbastanza energia Kirakiraru da risanare la città dalle tenebre e liberare i cittadini dal controllo mentale. Glaive, dunque, racconta con rabbia di quando da umano veniva allontanato da tutti perché considerato violento, finché non ha incontrato Noir che gli ha dato libero sfogo. Subito dopo si fonde con la Diable Custom, diventando un enorme mostro, ma le Pretty Cure riescono a gestire il Kirakiraru di tutte le persone e lo mescolano assieme per ottenere il potere dello Sweets Castle, con cui si trasformano in À La Mode Style e sbaragliano il nemico. Inaspettatamente Helissio fa la sua comparsa e, attraverso le sue abilità, sigilla in definitiva Glaive, la sua automobile e il potere derivato di Diable in tre delle sue carte letali. |                   |         |
| 41 | I sogni sono Kira-Pika infiniti! 「夢はキラ☆ピカ無限大！」 - Yume wa kira☆pika mugendai! | 26 novembre 2017  |         |
| 41 | I negozianti del quartiere accusano Pikario, tornato da poco alla quotidianità, di rovinare e rubare i loro dolci durante la notte. Ciel prende le sue difese e crede alla sua innocenza, ma il ragazzo si sente ancora appesantito dai suoi peccati passati e scappa via. Ichika e le altre incoraggiano Ciel, demoralizzata, a continuare a fare la pasticcera e insieme preparano dei dolci. Macaron e Chocolat scoprono infine che dietro ai furti c'è un servo impostore, mentre Whip, Custard e Gelato affrontano il vero responsabile, Helissio, il quale sfrutta i poteri dei suoi alleati precedentemente sconfitti per potenziare se stesso. Ciel ritrova suo fratello Pikario e lo convince a perseguire il suo sogno di sempre di creare dolci, prima di tornare ad aiutare le altre guerriere nella sconfitta del nemico. Provata la sua innocenza, Pikario inizia a lavorare serenamente con Ciel nella sua pasticceria. |                   |         |
| 42 | Canta a squarciagola, wow! L'ultima canzone di Aoi! 「歌えＷＯＷ！あおいラストソング！」 - Utae uō! Aoi rasuto songu! | 3 dicembre 2017   |         |
| 42 | Kei Sonobe, il leader dei Wild Azur, annuncia a sorpresa il suo ritiro dalla band per concentrarsi sugli studi ed entrare a lavorare nell'ospedale di famiglia, lasciando Aoi sconvolta e incerta sul futuro di cantante. Sperando di rallegrarla, Ichika e le altre organizzano un pigiama party e l'aiutano a capire che il suo amore per la musica e il suo sogno continueranno a vivere anche se i Wild Azur dovessero sciogliersi. Con una rinnovata motivazione, Aoi scrive quindi una nuova canzone per la band da esibire nell'imminente live contro Misaki. Helissio però attacca durante il concerto e fa prigioniera Aoi, privandola della sua voce e sperando di distruggere il suo sogno; tuttavia, quest'ultima riesce a intonare una canzone che risuona nel cuore di tutti e si libera. In seguito al combattimento, Aoi e i Wild Azur eseguono la performance della loro nuova canzone, a cui assistono anche i suoi genitori Raiou e Aiko, che scelgono come nuovo erede del gruppo finanziario di famiglia il fedele Mizushima, in modo che Aoi possa perseguire liberamente il suo sogno di fare la cantante rock. |                   |         |
| 43 | L'ingrediente segreto è il coraggio! La ricetta di Himari per il futuro! 「かくし味は勇気です！ひまりの未来レシピ！」 - Kakushi aji wa yūki desu! Himari no mirai reshipi! | 10 dicembre 2017  |         |
| 43 | Himari, sentendo di aver più fiducia in se stessa rispetto al passato, decide di fare il provino per assistente in uno show televisivo di cucina. Davanti alla giuria, però, finisce per farsi prendere dal panico, dopo aver inavvertitamente fatto uno dei suoi discorsi divulgativi sui dolci, e teme di non aver affatto superato la sua timidezza. Le amiche cercano di incoraggiare Himari a essere se stessa, ma lei rimane delusa su quanto inutile si veda. In quel momento, Helissio diffonde la sua oscurità attorno allo studio televisivo e brucia il quaderno d'appunti sui dolci di Himari, con lo scopo di mandarla ulteriormente nella disperazione, ricordandole la solitudine causata dalla sua ossessione per la preparazione dei dolci. Tuttavia, Himari riesce a ricordare la gioia che ha provato la prima volta che ha creato dei dolci con Ichika, e annienta il nemico. La ragazza, infine, realizza che ci sono alcune parti di sé che non hanno bisogno di essere cambiate e, dopo la battaglia, rifà il provino come Cure Custard, riuscendo questa volta a gestirsi con maggiore sicurezza. |                   |         |
| 44 | Sentimenti nascosti nella neve! Grida il tuo amore, Akira! 「雪に秘めた想い！愛をさけべ、あきら！」 - Yuki ni himeta omoi! Ai wo sakebe, Akira! | 17 dicembre 2017  |         |
| 44 | Miku è contraria all'idea che Akira voglia diventare una ricercatrice per la sua malattia, e questo fa sì che Helissio la rapisca e la faccia sentire la causa che ha trattenuto sua sorella dal realizzare i suoi veri sogni. Appresa la notizia che la bambina è scomparsa misteriosamente dall'ospedale, Akira viene attirata durante la ricerca nel Mondo di Noir da Helissio, il quale tenta di manipolare la sua anima facendo leva sul fatto di non aver quasi mai giocato con Miku perché malata. Al contrario, Cure Chocolat usa tutto il suo amore per demolire il piano del nemico e convincere la sua sorellina che il suo vero scopo è diventare ricercatrice per aiutare non solo lei ma tutti coloro che soffrono della stessa malattia. Tornata la normalità, Akira adempie alla sua promessa di giocare con Miku. |                   |         |
| 45 | Addio, Yukari! L'emozionante Sweet Christmas! 「さよならゆかり！トキメキ☆スイーツクリスマス！」 - Sayonara Yukari! Tokimeki ☆ Suītsu Kurisumasu! | 24 dicembre 2017  |         |
| 45 | Con l'avvicinarsi della fine dell'anno, le ragazze realizzano che presto non avranno più molto tempo da dedicare alla gestione della KiraPati. Yukari propone di organizzare un party natalizio nella pasticceria, chiedendo inoltre a Ciel di insegnarle a preparare dei dolci in modo perfetto. La festa si rivela un enorme successo tra i clienti e Yukari annuncia inaspettatamente il suo progetto di trasferirsi all'estero, nel Principato di Confeito, per specializzarsi sempre più nella creazione dei dolci. Helissio si manifesta nuovamente alle Pretty Cure, che però riescono a sbaragliare ogni suo attacco e a sconfiggerlo in modo pesante. Successivamente le ragazze fanno una festa privata tra di loro, ma non trattengono le lacrime per l'imminente partenza di Yukari. |                   |         |
| 46 | La grande battaglia contro Noir! Un compleanno senza sorrisi! 「ノワール大決戦！笑顔の消えたバースデー！」 - Nowāru daikessen! Egao no kieta bāsudē! | 7 gennaio 2018    |         |
| 46 | Mentre tutti si preparano a festeggiare il compleanno di Ichika e discutono sui propri sogni futuri, Noir si fonde con Helissio, ormai stremato dalla precedente battaglia contro le Pretty Cure, ne assume l'aspetto e scende in campo in prima persona. Le sei Pretty Cure sono in grossa difficoltà e con loro si fa avanti l'antica pasticcera Lumière. Noir svela che il motivo per cui, cento anni prima, fece sprofondare il mondo nell'oscurità è perché Lumière non volle creare dolci solamente per lui, ma per tutti, come ogni Pretty Cure tuttavia ha il dovere di fare. Avendo compreso il perché di tutto ciò e convinte di poterlo salvare, le Pretty Cure e Lumière tentano di farlo ragionare, ma Helissio prende il sopravvento sul suo corpo e assorbe Noir (ombra) e Lumière (luce) all'interno di due delle sue carte letali, trasformando di fatto il mondo, compresi gli abitanti, in un posto cupo dove non esiste alcuna forma di sentimenti, né d'amore né d'odio. |                   |         |
| 47 | Restituiscici l'amore! Cure Pekorin, pronta! 「大好きをとりもどせ！キュアペコリンできあがり！」 - Daisuki wo torimodose! Kyua Pekorin dekiagari! | 14 gennaio 2018   |         |
| 47 | Pekorin e Choro sembrano essere gli unici rimasti immuni dall'annullamento di Helissio e cercano di riportare Ichika e le altre alla normalità, poiché anche loro rimaste senza emozioni o ricordi. Le città sono diventate silenziose e a chiunque mostri qualsiasi tipo di emozione, buona o cattiva, viene risucchiata l'energia Kirakiraru da Glaive, riportato in vita in veste di generale del male. Pekorin prepara dei dolci nel tentativo di aiutare i suoi amici, ma viene catturata e portata alla fabbrica di smaltimento dei rifiuti. Rischiando la propria vita per proteggere quei dolci che potranno salvare i suoi amici, Pekorin riacquista la sua forma umana e ottiene il potere che le conferisce uno Sweets Pact e un Animal Sweets, il Donuts Pekorin, che sono in grado di trasformarla in una Pretty Cure, Cure Pekorin; usando ciò, la piccola guerriera riesce a far riconquistare alle ragazze i loro ricordi e poteri, preparandole alla battaglia finale contro Helissio. |                   |         |
| 48 | La battaglia finale! Let's la mescola mescola il mondo intero! 「さいごの戦い！世界まるごとレッツ・ラ・まぜまぜ！」 - Saigo no tatakai! Sekai marugoto Rettsu Ra mazemaze! | 21 gennaio 2018   |         |
| 48 | Avendo dentro sé sia il potere nero di Noir che quello bianco di Lumière, Helissio si rivela essere nient'altro che il corpo originale di Noir, un involucro senza sentimenti usato per diffondere malvagità nel mondo. Le Pretty Cure si impegnano a combatterlo e riescono persino a sopraffarlo, riportando la popolazione al precedente stato di tranquillità. Il nemico, però, restio alla resa, assorbe dentro di sé le guerriere e l'intero mondo, annullando ogni forma di vita e amore. Tuttavia, l'energia Kirakiraru non è andata tutta persa e le Pretty Cure fanno capire ad Helissio che anche lui ha dei sentimenti visto che è stato generato dal Kirakiraru di Noir e Lumière; stanco dell'eterna lotta tra il bene e il male, lascia che le Pretty Cure ricostituiscano il mondo grazie all'energia di tutti e successivamente libera dalla prigionia Lumière e Noir. Tornata a Ichigozaka, Ichika riprende il festeggiamento del suo compleanno insieme alla famiglia e gli amici. |                   |         |
| 49 | Va' dove ti porta l'amore! Whip, step, jump! 「大好きの先へ！ホイップ・ステップ・ジャーンプ！」 - Daisuki no saki e! Hoippu Suteppu Jānpu! | 28 gennaio 2018   |         |
| 49 | A un anno dalla battaglia finale contro Helissio, le ragazze si preparano per l'ultima giornata di lavoro alla Kirakira Pâtisserie prima di separarsi e intraprendere ognuna il proprio percorso. Ichika capisce che il suo sogno è diffondere l'energia che danno i dolci in tutto il mondo, ma allo stesso tempo non vuole abbandonare la KiraPati e Pekorin, che è triste perché tutti vanno via. All'improvviso dal sottosuolo del negozio fuoriesce il corpo di Choro che, a lungo separato dal suo spirito, attacca senza controllo: Cure Pekorin in prima linea con le altre fatine riesce a purificarlo e a farlo riunire con la sua persona, assistita da una nuova Pretty Cure, Cure Yell (proveniente dalla quindicesima serie). In conclusione, Himari si è iscritta in un liceo famoso per lo studio dei dolciumi e in futuro farà la ricercatrice, Aoi e la sua band hanno acquisito popolarità col tempo e continuano a tenere concerti, Yukari si trova nel Principato di Confeito per specializzarsi sempre più nella creazione dei dolci, Akira è entrata nella facoltà di medicina e in futuro sarà medico, mentre Ciel continua a fare la pasticcera vincendo numerosi premi; Choro e Pekorin, invece, tengono in gestione la pasticceria rinominandola Pekorin Pâtisserie, ma si rendono conto di aver agito egoisticamente nei confronti di Ichika e le affidano la borsa della KiraPati con cui realizzare il suo sogno di pasticcera, ovvero portare in giro per il mondo gioia e sorrisi attraverso le sue creazioni. |                   |         |